# Hypocacculus orbus
Hypocacculus orbus är en skalbaggsart som beskrevs av Reichardt 1932. Hypocacculus orbus ingår i släktet Hypocacculus och familjen stumpbaggar. Inga underarter finns listade i Catalogue of Life.